# Giulano Ruffini
Giul(i)ano Ruffini (* 4. April 1945, Neviano degli Arduini) ist ein französischer Restaurator, Kunstsammler und -händler.

## Leben
Ruffini wirkte in seiner Jugend als Kunstmaler. Er sammelt Kunst und betätigt sich seit den 1990er Jahren im Kunsthandel. Ruffini befasst sich auch mit Kunstfälschungen und beriet den Autor Jules-François Ferrillon bei dessen Roman Faussaire, der im Mai 2015 erschien. Er beliefert bei seinem Kunsthandel Zwischenhändler.

## Kunstfälschungen

### Frans Hals – Porträt eines Mannes mit Quastenkragen

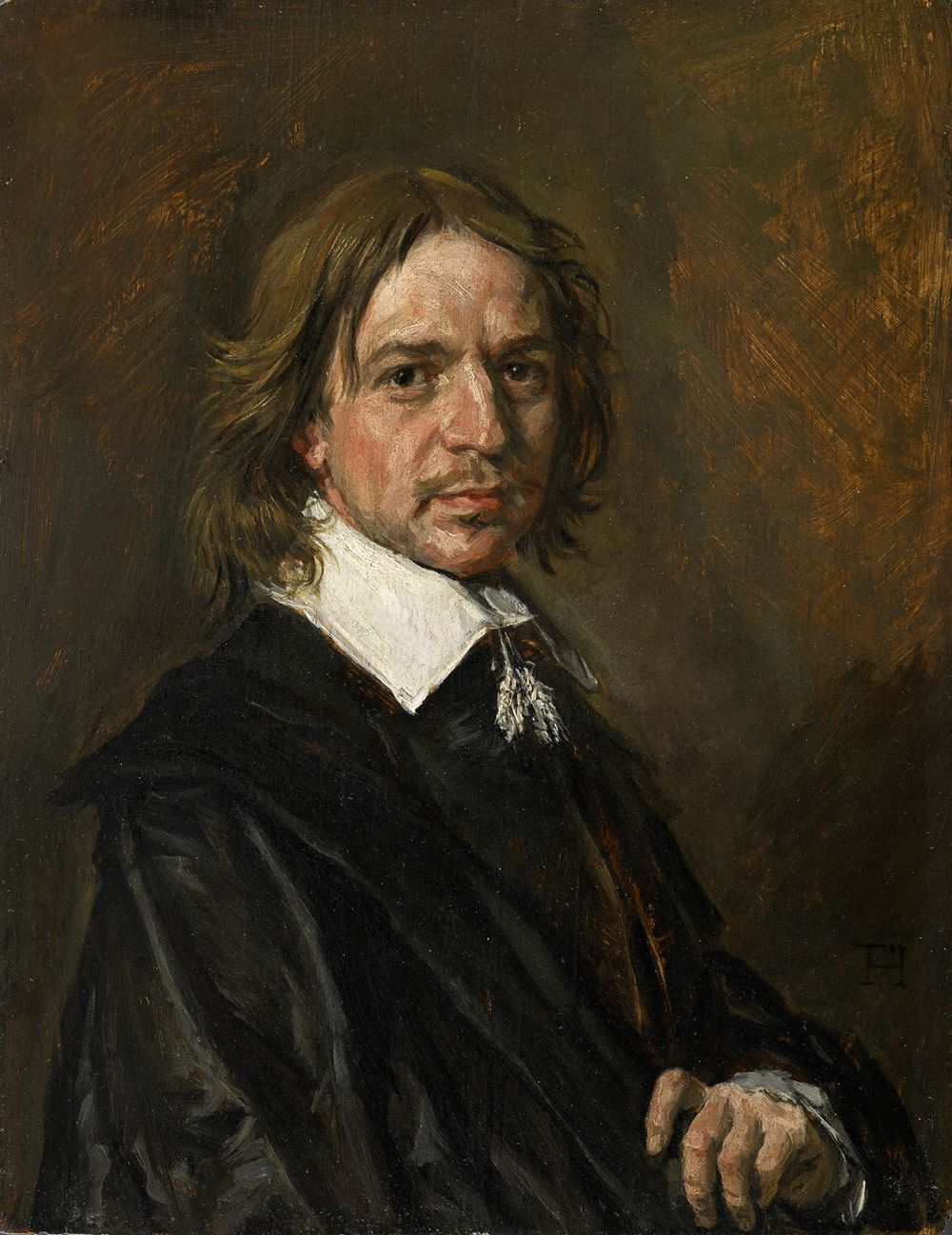
Ein Frans Hals zugeschriebenes Gemälde aus dem Handel von Giulano Ruffini wurde 2016 als moderne Fälschung identifiziert.

Ruffini hat 2011 ein Gemälde auf den Markt gebracht, das Frans Hals zugeschrieben wurde. Es wurde seinerzeit von Experten des Auktionshauses Sotheby’s für echt befunden und bei der Auktion dem Sammler Richard Hedreen für 9,5 Millionen Euro zugeschlagen. Im Jahr 2016 hat Sotheby’s das Gemälde nach einer Untersuchung durch das US-amerikanische Materialforschungsunternehmen Orion Analytical als eine Kunstfälschung anerkannt und in der Folge dem Sammler den Kaufpreis erstattet.
Ruffini wurde 2016 in einem Bericht der Financial Times so zitiert, dass er selbst nie behauptet habe, dass es sich bei den von ihm gehandelten Bildern um Bilder von Altmeistern handele, er sei nur ein Sammler, kein Experte. Die Zuschreibungen hätten vielmehr die Mittelsmänner, die Auktionshäuser und die Galerien getätigt. Als Zwischenhändler wurden Mark Weiss und Konrad Bernheimer genannt.

### Umkreis Parmigianinos – Vision des heiligen Hieronymus
Das Gemälde Vision des heiligen Hieronymus (1527) aus dem Umkreis Parmigianinos wurde 2012 vom Auktionshaus Sotheby’s für 842.500 USD versteigert worden. Nach der Auktion hing das Bild vorübergehend als Leihgabe im Metropolitan Museum in New York. Eine Untersuchung des Kunstforensikers  James Martin von der Firma Orion Analytical ergab, dass das Gemälde an 21 verschiedenen nicht von früheren Restaurierungen betroffenen Stellen das Farbpigment Phthalocyaningrün aufwies, das erst 1938 auf dem Markt kam.

### Weitere Werke mit Fälschungsverdacht
Laut Auktionshaus Sotheby’s hat Ruffini weitere Gemälde von alten Meistern auf den Markt gebracht, die man dort Künstlern wie van Dyck, Velázquez, Coorte, Bronzino und Correggio zuschrieb. Insgesamt handele es sich um 25 Werke, die in der Zwischenzeit auch in großen Museen ausgestellt wurden. Unter diesen Gemälden sind:
- Das Gemälde Venus mit dem Schleier (1531) von Lucas Cranach wurde im März 2015 bei einer Ausstellung in Frankreich beschlagnahmt.[10] Hans-Adam Prinz von Liechtenstein hatte das Gemälde für 7 Millionen Euro bei Sotheby’s erworben.
- Das Gemälde David mit dem Kopf von Goliath ist nicht von Orazio Gentileschi.